# Compagnie Algérienne
La Compagnie Algérienne, appelée de 1942 à 1948 la Compagnie Algérienne de Crédit et de Banque, était une importante banque française présente en Algérie, au Maroc, en Tunisie, au Liban et en France métropolitaine. Elle est créée en 1877 suite à la restructuration de la Société générale algérienne, elle-même fondée en 1865-1868. La Compagnie algérienne fusionne finalement en 1960 avec la Banque de l'Union parisienne. Suite à une série de restructurations successives, ses principales entités sont en 2022, le Crédit du Nord en France et le Crédit populaire d'Algérie en Algérie, la Banque de Tunisie en Tunisie, Attijariwafa Bank au Maroc et la Banque Libano-Française au Liban.

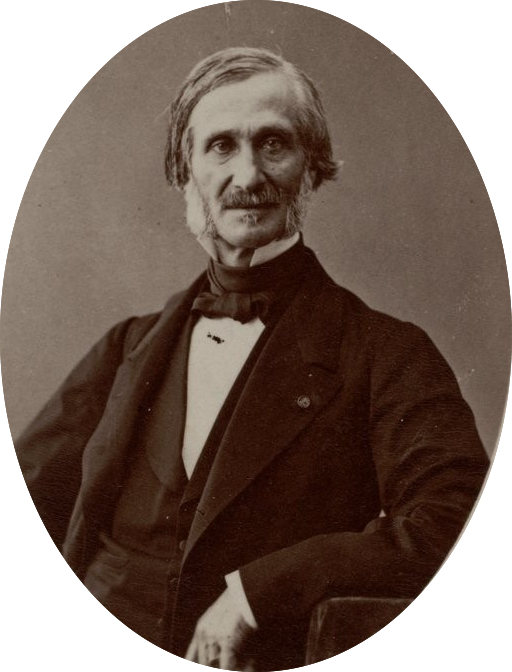
Louis Frémy (1805-1891), président fondateur de la SGA.

La Société Générale Algérienne La SGA est créée à Paris le 18 mai 1865, à une époque où les entreprises françaises sont ambitieuses et tournées vers l'extérieur, comme par exemple la Compagnie de Suez (fondée en 1858) ou la Banque impériale ottomane (fondée en 1863 avec des partenaires britanniques). Parmi ses fondateurs figurent d'éminents financiers français et internationaux, tels qu'Edward Charles Blount, Louis Frémy, Édouard Hentsch, et Paulin Talabot, ainsi que des colons français propriétaires terriens en Algérie. Louis Frémy, gouverneur du Crédit foncier de France, en devient le président fondateur le 10 novembre 1868. Le siège social de la société est établi au 11-13, rue des Capucines à Paris, à proximité du siège social du Crédit Foncier.
La SGA acquiert ensuite de vastes propriétés foncières et accorde des prêts pour financer en Algérie des projets miniers, des infrastructures pour l'aménagement du territoire, financés principalement par l'émission d'obligations. Elle ouvre des bureaux bancaires à Alger, Bône, Constantine, Oran ainsi qu'à Marseille en 1869, et accorde également des crédits à court terme à l'Espagne et à l'Égypte. Cette expansion dynamique entraîne une surendettement financier lors de la crise du milieu des années 1870, ce qui affecta également gravement le Crédit Foncier, principal sponsor de la SGA avec la Société générale.

## Compagnie Algérienne

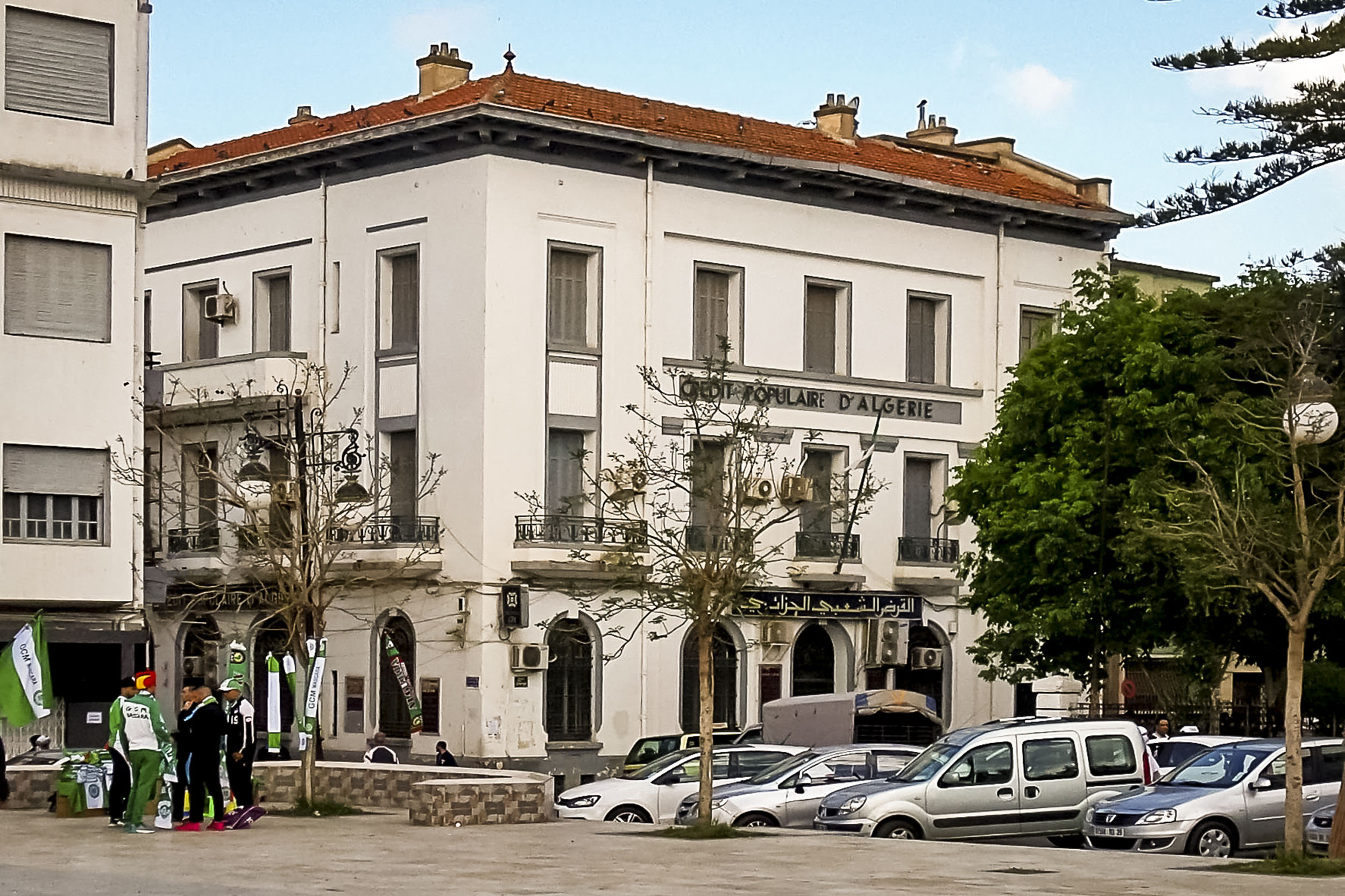
Ancienne agence de Mascara, aujourd'hui Crédit Populaire d'Algérie.

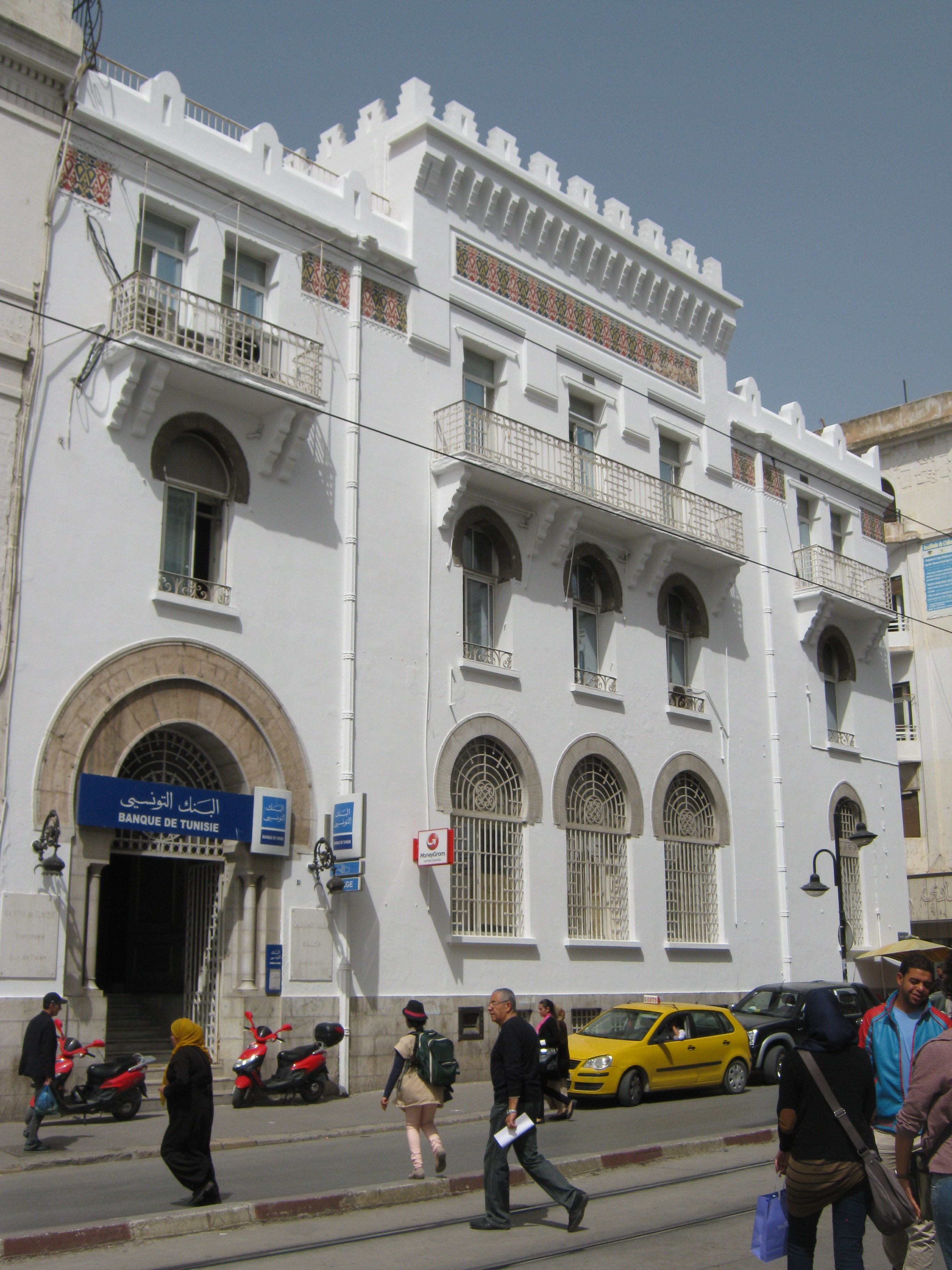
Ancienne agence de Tunis au 4, rue de Rome, aujourd'hui Banque de Tunisie.

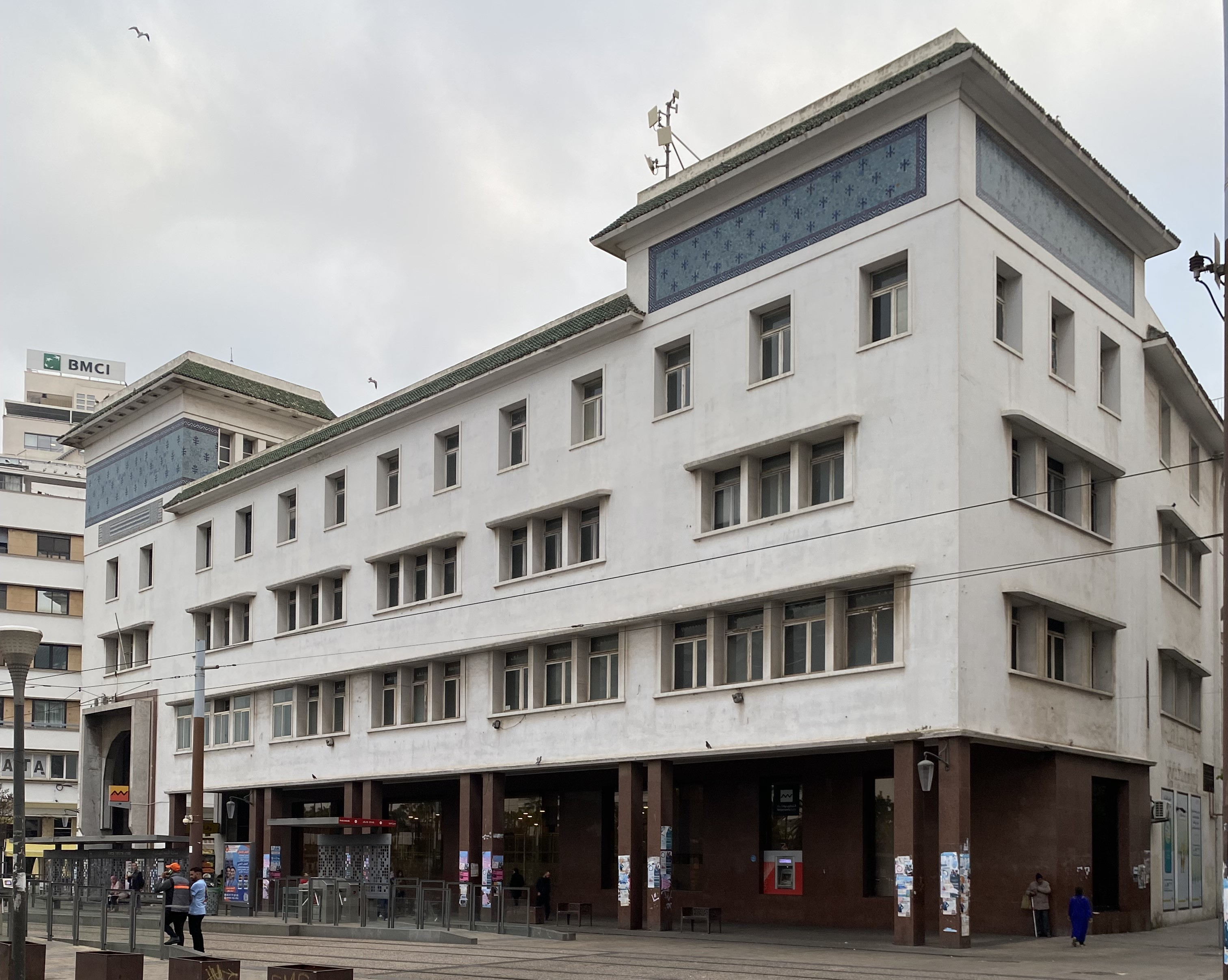
Ancienne succursale à Casablanca, érigée en 1928 selon les plans d'Henri Prost et Antoine Marchisio, et devenue plus tard l'Attijariwafa Bank.

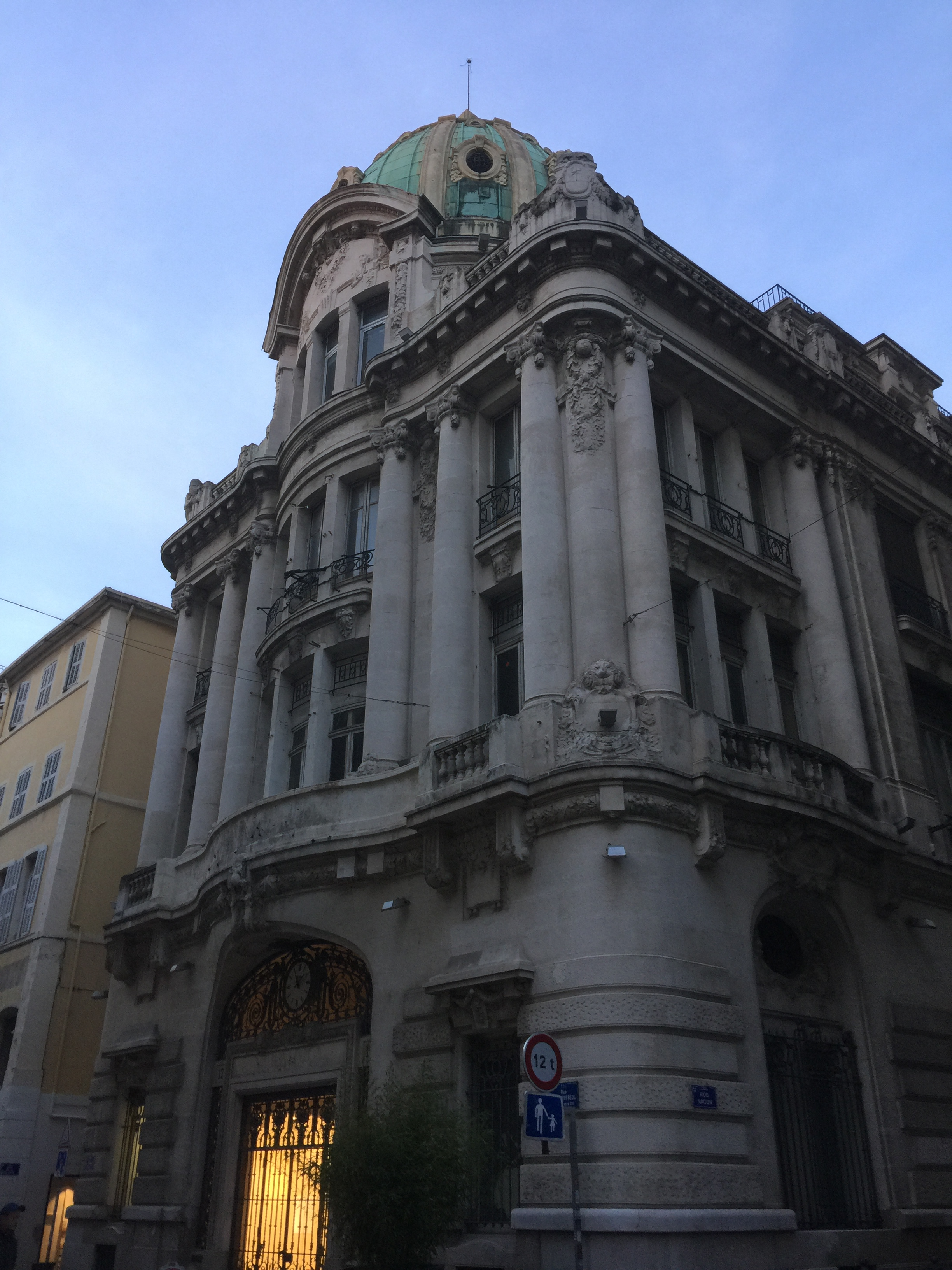
Ancien bâtiment de l'agence au 17, rue Saint-Ferréol à Marseille.

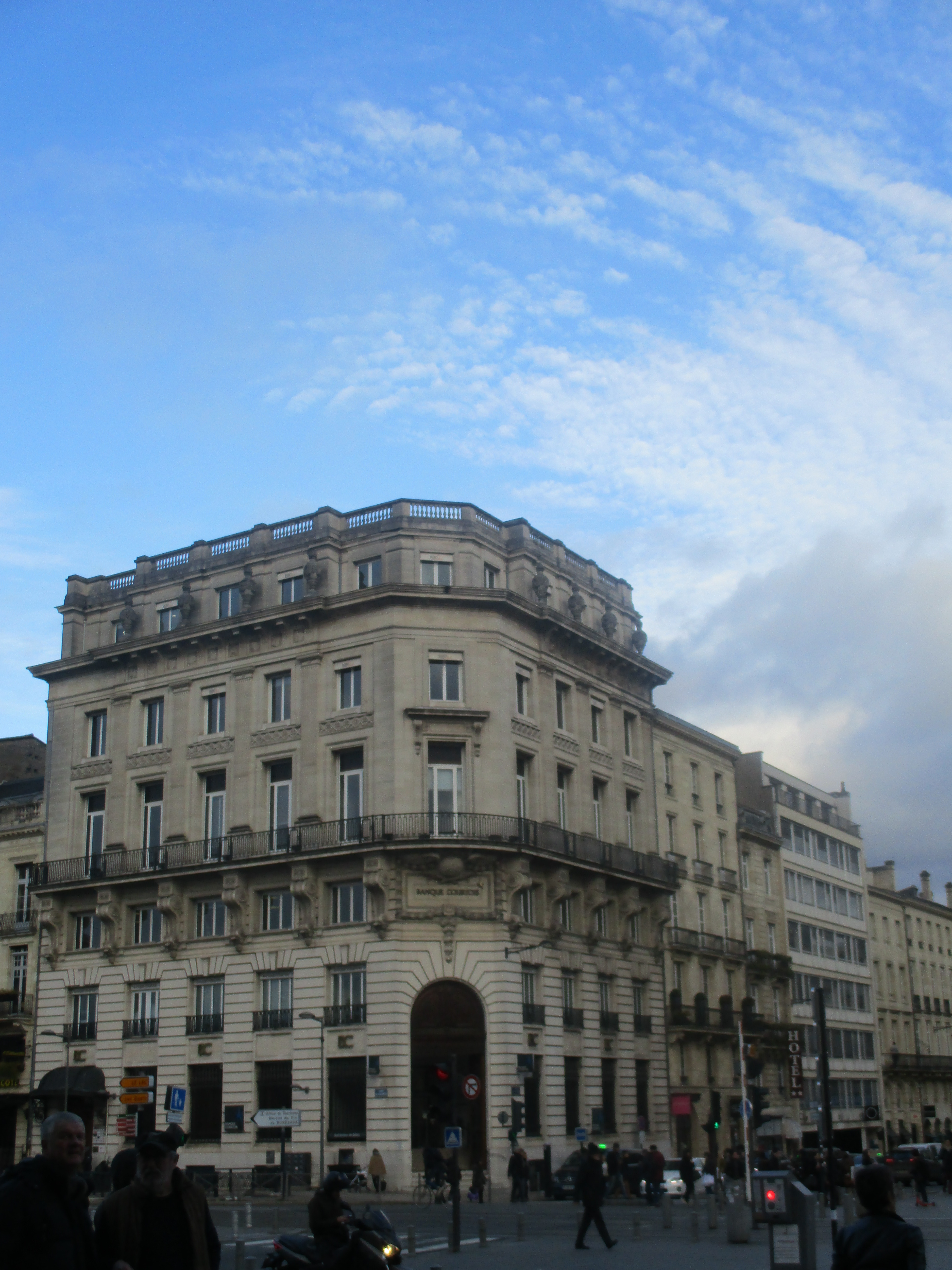
Ancienne succursale de Bordeaux ouverte en 1910, plus tard siège de la Banque Courtois filiale du Crédit du Nord.

La Compagnie Algérienne est créée à Paris le 30 novembre 1877 pour acquérir les actifs de la SGA que ses actionnaires avaient décidé de liquider ; dans le cadre de la restructuration, les anciens actionnaires de la SGA ont reçu des actions de la nouvelle société pour 40 pour cent de la valeur nominale de leurs actions SGA, et presque tous ses créanciers ont finalement été remboursés. La Compagnie s'efforce alors de développer ses vastes possessions en Algérie pour la production agricole et devient un important fournisseur de prêts hypothécaires ruraux et urbains. Elle étend les activités bancaires commerciales de la SGA et ouvre de nouvelles succursales entre 1878 et 1906 à Blida, Bougie, Mascara, Médéa, Sétif, Sidi Bel Abbès et Souk Ahras.
Vers 1920, son réseau d'agences algériennes s'étend à Affreville (aujourd'hui Khemis Miliana), Aïn Beïda, Aïn Témouchent, Alger, Aumale (aujourd'hui Sour El-Ghozlane ), Batna, Blida, Boghari, Bône (aujourd'hui Annaba ), Bordj Bou Arréridj, Bordj Bouira, Bordj Menaïel, Boufarik, Bougie, Colea., Constantine, Djidjelli, Guelma, Jemmapes (aujourd'hui Azzaba ), Khenchela, Maison-Carrée (aujourd'hui El Harrach ), Marengo (aujourd'hui Hadjout ), Mascara, Médéa, Mostaganem, Orléansville (aujourd'hui Chlef ), Palikao (aujourd'hui Tighennif ), Philippeville (aujourd'hui Skikda ), Relizane, Rio-Salado (aujourd'hui El Malah ), Saïda, Saint-Arnaud (aujourd'hui El Eulma ), Saint-Denis-de-Sig, Sétif, Sidi Bel Abbès, Soukahra, Tiaret, Tlemcen et Vialar (aujourd'hui Tissemsilt ).
La Compagnie se développe rapidement dans le nouveau protectorat français de Tunisie, avec, dès 1881, une succursale à Tunis , suivie de Sfax, Bizerte et Sousse, puis Béja et Mateur en 1909, et Gabès, Kairouan et Souk El Arba (aujourd'hui Jendouba) en 1910. Au Maroc, elle ouvre des succursales à Tanger en 1904, Casablanca en 1906, Safi et Oujda en 1910, Larache, Mazagan (aujourd'hui El Jadida) et Rabat en 1911. Au début des années 1910, elle complète sa présence de longue date à Marseille par des succursales sur la Côte d'Azur à Antibes, Cannes, Menton, Nice et Vence, ainsi qu'à Vichy. Cette expansion reflète l'augmentation rapide du bilan et du volume des opérations de la Compagnie au cours des premières décennies du XXe siècle, contrairement à son développement relativement lent dans les années 1880 et 1890.  Son réseau de succursales et de bureaux passe ainsi de 65 en 1912, à 95 en 1921 et à 180, fin 1931; En 1931, elle ouvre également une succursale à Beyrouth, pour développer des opérations au Liban et en Syrie, alors sous administration française.
À Paris, le siège social de la Compagnie Algérienne est successivement établi au 11-13 rue des Capucines (1877-1908), ancien siège de la SGA ; au 22, rue Louis-Le-Grand (1908-1916) ; et au 48-50, rue d'Anjou (1916-1960). À Alger, elle déménage dans un nouveau bâtiment en 1910. À Marseille, elle construit une  opulente succursale au 17, rue Saint-Ferréol en 1919, et à Lyon, un immeuble art déco au 5, rue du Bât-d'Argent au début des années 1930. En 1929, elle est la onzième banque française en termes de dépôts collectés. Durant l'entre-deux-guerres, elle approfondit ses relations commerciales avec la Banque Mirabaud et pour développer ses activités de banque d'investissement. Son activité fait preuve d'une relative résilience durant la crise des années 1930.
À compter du 1er janvier 1942, la société change de nom pour devenir la Compagnie algérienne de crédit et de banque. À partir du 1er janvier 1949, la société mère est nommée à nouveau Compagnie Algérienne, tandis que les opérations bancaires sont gérées par une filiale bancaire, la Société nouvelle de la compagnie algérienne de crédit et de banque, qui sera à son tour rebaptisée en 1955 Compagnie algérienne de crédit et de banque (CACB).

## Après 1960

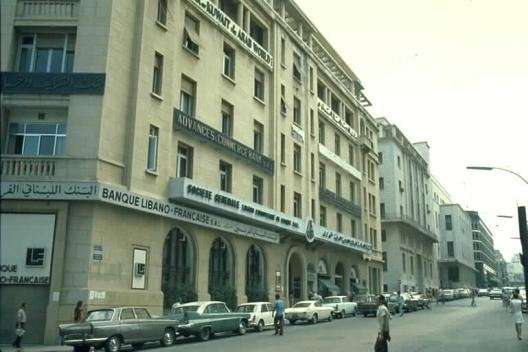
Siège social de la Banque libano-française, rue Riad El-Solh à Beyrouth, 1970.

En 1960, la Banque de l'Union parisienne (BUP), qui entretient des liens financiers préexistants avec la Banque Mirabaud et sa partenaire, la Compagnie Algérienne, rachète cette dernière et la fusionne avec sa propre maison mère. La filiale bancaire CACB est conservée comme entité distincte et rebaptisée la Compagnie française de crédit et de banque (CFCB) à compter du 1er janvier 1965 après l'indépendance de l'Algérie. En 1964, les activités marocaines sont filialisées sous le nom de Compagnie marocaine de crédit et de banque (CMCB), dont le siège est à Casablanca, conformément à la politique de marocanisation de son secteur bancaire par le gouvernement du Maroc alors indépendant . Une nouvelle filiale, la « CFCB-Société Nouvelle », est créée en 1965 et reprend, le 1er janvier 1966 le réseau bancaire de la CFCB en France métropolitaine.
Suite à l'acquisition de la BUP par la Compagnie Suez en 1966, la CFCB-Société nouvelle fusionne le 1er janvier 1967 avec d'autres opérations bancaires de la BUP et est rebaptisée Banque de l'Union Parisienne-CFCB, détenue majoritairement par la Compagnie de Suez.
En 1971, cette entité est rebaptisée simplement Banque de l'union parisienne, et Suez vend sa participation de 80 % à la Banque de Paris et des Pays-Bas, qui la fusionne à son tour avec le Crédit du Nord en 1973. En conséquence, les anciennes succursales françaises métropolitaines de la Compagnie Algérienne sont devenues des succursales des banques régionales respectives du groupe Crédit du Nord (lui-même acquis en 1997 par la Société générale), par exemple la Société marseillaise de crédit à Marseille, la Banque Courtois à Bordeaux, ou la Banque Nuger à Vichy.
Les activités algériennes, laissées dans l'« ancienne » CFCB conservée par Suez, font l'objet de longues négociations entre Suez et les autorités algériennes. Elles sont finalement nationalisées en 1972 et transférées au Crédit populaire d'Algérie.
La succursale de Beyrouth de la CFCB est filialisée en 1967 sous le nom de Banque libano-française, qui devient majoritairement détenue par la Banque Indosuez en 1992. Les opérations tunisiennes de la CFCB sont acquises en 1968 par la Banque de Tunisie. La filiale marocaine de la CFCB, la SMCB, est acquise par des investisseurs marocains en 1968. Elle est rebaptisée Wafabank en 1985 et fusionne en 2003 avec la Banque commerciale du Maroc pour former Attijariwafa Bank.

## Direction
- Louis Frémy, président de la Société Générale Algérienne 1868-1877
- Jules Tarbé des Sablons, président 1878-1893
- Lucien Bordet, président 1893-1923
- Jean Boissonnas, président 1923-1942
- Jean Pallier, président 1942-1960
- Antonin Bernard, président 1965-1972

## Traduction
- (en) Cet article est partiellement ou en totalité issu de l’article de Wikipédia en anglais intitulé « Compagnie Algérienne » (voir la liste des auteurs).